# 1953 NBA Draft
1953 NBA Draft – siódmy draft NBA odbył się w 1953 r. Składał się z 12 rund oraz dwóch wyborów terytorialnych, w których zostali wybrani Walter Dukes oraz Ernie Beck. W drafcie zostało wybranych trzech późniejszych członków Basketball Hall of Fame.

## Legenda
Pogrubiona czcionka – wybór do All-NBA Team.
|  | – występ w NBA All-Star Game. |

Gwiazdka (*) – członkowie Basketball Hall of Fame.

## Wybory terytorialne
| nr. | Zawodnik     | Drużyna NBA           | College      |
| --- | ------------ | --------------------- | ------------ |
| –   | Walter Dukes | New York Knicks       | Seton Hall   |
| –   | Ernie Beck   | Philadelphia Warriors | Pennsylvania |

## Runda pierwsza
| nr. | Zawodnik      | Drużyna NBA        | College         |
| --- | ------------- | ------------------ | --------------- |
| 1   | Ray Felix     | Baltimore Bullets  | Long Island     |
| 2   | Bob Houbregs* | Milwaukee Hawks    | Washington      |
| 3   | Jack Molinas  | Fort Wayne Pistons | Columbia        |
| 4   | Richie Regan  | Rochester Royals   | Seton Hall      |
| 5   | Frank Ramsey* | Boston Celtics     | Kentucky        |
| 6   | Jim Neal      | Syracuse Nationals | Wofford College |
| 7   | Jim Fritsche  | Minneapolis Lakers | Hamline         |

## Ważni gracze nie wybrani w pierwszej rundzie
| nr. | Zawodnik       | Drużyna NBA           | College         |
| --- | -------------- | --------------------- | --------------- |
| 11  | Cliff Hagan*   | Boston Celtics        | Kentucky        |
|     | Jack George    | Philadelphia Warriors | LaSalle         |
|     | Ken Sears      | Rochester Royals      | Santa Clara     |
|     | Billy Kenville | Syracuse Nationals    | St. Bonaventure |